# Anatolij Sobtjak
Anatolij Aleksandrovitj Sobtjak (ryska: Анатолий Александрович Собчак), född 10 augusti 1937 i Tjita i Sovjetunionen, död 20 februari 2000 i Svetlogorsk i Kaliningrad oblast, var en rysk jurist och politiker. Han var en av författarna till Ryska federationens konstitution och Sankt Petersburgs första demokratiskt valda borgmästare. 
Anatolij Sobtjak var en av fyra söner till järnvägsingenjören Aleksander Sobtjak, som hade polskt och tjeckiskt ursprung, och revisorn Nadezjda Litvinova, som hade ryskt och ukrainskt ursprung. Familjen flyttade 1939 till Uzbekistan, där Anatolij Sobtjak bodde till 1953, då han började studera juridik i Stavropol. År 1954 började han på Leningrads universitet. År 1958 gifte han sig med lärarstudenten Nonna Gandziuk. De fick dottern Maria Sobtjak 1965.
Sobtjak tog juristexamen 1958 och arbetade som jurist tre år i Stavropol, varefter han återvände till Leningrads universitet 1962–1965. Han var därefter lärare i Leningrad. Han  gifte sig 1980 med Ljudmila Narusova. Paret fick dotten Ksenia Sobtjak. 
Efter doktorsexamen 1982 blev han professor i civilrätt. Anatolij Sobtjak var både Vladimir Putins och Dmitrij Medvedevs lärare i juridik vid Leningrads universitet. Han utvecklade en nära förbindelse med särskilt Putin och hade varit behjälplig 1991 som borgmästare i Sankt Petersburg med att påbörja Putins politiska karriär. Putin i sin tur hjälpte Anatolij Sobtjk att fly från Ryssland, när han eftersöktes för misstankar om korruption. Dottern Ksenia Sobtjak sägs vara Vladimir Putins guddotter.
Efter Sovjetunionens upplösning 1991 ingick Sobtjak i Boris Jeltsins  presidentråd och var ordförande i grundlagskommittén, vilken lade förslag till ny grundlag för den Ryska federationen 1993.